# Brăduț (gmina)
Brăduț – gmina w Rumunii, w okręgu Covasna. Obejmuje miejscowości Brăduț, Doboșeni, Filia i Tălișoara. W 2011 roku liczyła 4728 mieszkańców.